# Schloss Kerguéhennec

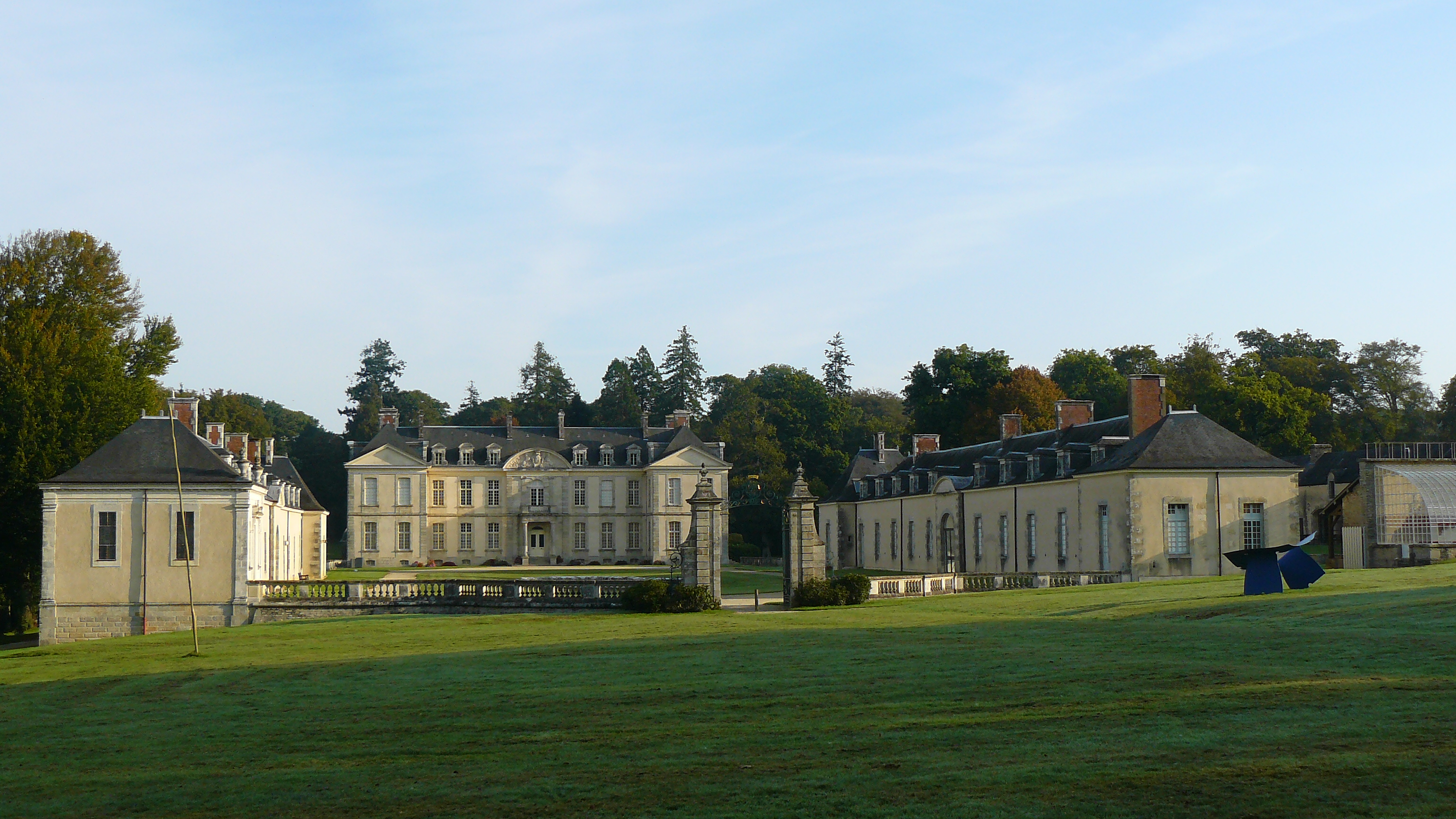
Ansicht des Schlosses

Das Schloss Kerguéhennec ist ein Schloss aus dem 18. Jahrhundert in Bignan (Département Morbihan). Es beherbergt heute ein Zentrum für zeitgenössische Kunst und ein kulturelles Begegnungszentrum. Das Schloss ist seit Oktober 1988 als historisches Denkmal klassifiziert und eingetragen.

## Geschichte
Das etwa 20 km nördlich von Vannes gelegene Schloss Kerguéhennec wurde 1710 vom Architekten Olivier Delourme für zwei reiche Schweizer Finanziers aus St. Gallen, die sich in Paris niedergelassen hatten, die Brüder Hogguer, Aktionäre der Indien-Kompanie, erbaut.
Im Jahr 1732 erwarb Guy-Auguste de Rohan-Chabot (1683–1760), Comte de Maillé-Seizplouë, die Domäne als landwirtschaftliches und forstwirtschaftliches Nutzland, der aber dort nicht wohnte. Sein Sohn, Louis-Antoine de Rohan-Chabot (1733–1807), Duc de Rohan, musste sich während der Französischen Revolution von dem Anwesen trennen. Es wurde 1802 vom Comte Louis de Janzé (1784–1869) erworben. Dessen Enkel, Comte Louis Albert Henri de Janzé, verkaufte es 1872 an seinen Vetter Paul-Henri de Lanjuinais, Comte de Lanjuinais (1834–1916), Abgeordneter und später Präsident des Generalrats des Departements Morbihan, ließ es von dem Pariser Architekten Ernest Trilhe prächtig restaurieren.
Es war auch Graf Lanjuinais, der 1872 den 170 Hektar großen Park von dem Schweizer Landschaftsarchitekten Denis Bühler anlegen ließ, der 1857 zusammen mit seinem Bruder Eugène den Parc de la Tête d’Or  in Lyon entworfen hatte. Die Umgebung des Schlosses wurde à la française gestaltet, während der Norden der Domäne im englischen Stil angelegt wurde. Er beherbergt auch ein Arboretum.
Danach ging das Gut durch Erbschaft an Marie Louise Marguerite Lanjuinais, Tochter von Paul Henri Lanjuinais und Ehefrau von Arthur Espivent de La Villeboisnet, über. Schließlich erbte am 12. Juli 1943 die älteste Tochter der beiden, Elisabeth Anne Marie Espivent de la Villesboisnet, die 1933 Graf Pierre d'Humières geheiratet hatte, das Anwesen aus einer ungeteilten Erbengemeinschaft heraus. Sie war es auch, die am 19. Januar 1972 das Schloss und das Gut Kerguéhennec an das Département Morbihan verkaufte.

## Kerguéhennec heute
Die Domäne befindet sich im Besitz des Departements Morbihan. Im Jahr 1986 wurde auf Initiative der regionalen Direktion für kulturelle Angelegenheiten und des regionalen Fonds für zeitgenössische Kunst ein Freiluft-Skulpturengarten im Park angelegt mit Werken u. a. von Richard Long, Giuseppe Penone, Toni Grand und Dan Graham. 1988 wurde in den Nebengebäuden des Schlosses ein Zentrum für zeitgenössische Kunst eingerichtet. Seit 2010 zeigt das Anwesen eine Dauerausstellung, die Pierre Tal-Coat gewidmet ist. 
Das Schloss ist wegen Bauarbeiten bis 2027 geschlossen, der Park jedoch weiter zugänglich.